# Little Rissington
Little Rissington är en civil parish i Storbritannien.   Den ligger i grevskapet Gloucestershire och riksdelen England, i den södra delen av landet, 120 km väster om huvudstaden London.